# Schendyla monoeci
Schendyla monoeci är en mångfotingart som beskrevs av Henri W. Brölemann 1904. Schendyla monoeci ingår i släktet Schendyla och familjen småjordkrypare.
Artens utbredningsområde är:
- Frankrike.
- Monaco.
- Italien.
- Rumänien.
- Moldavien.
- Ukraina.

Inga underarter finns listade i Catalogue of Life.